# Bílsko (Olomouc)
Bílsko (in tedesco Bilsko) è un comune della Repubblica Ceca facente parte del distretto di Olomouc, nella regione di Olomouc.